# Międzynarodowe Stowarzyszenie Mechanizacji Doświadczeń Polowych
Międzynarodowe Stowarzyszenie Mechanizacji Doświadczeń Polowych (ang. International Association on Mechanization of Field Experiments, skr. IAMFE) – międzynarodowa organizacja non-profit założona w Norwegii w 1964. 
Założycielem IAMFE był prof. Egil Øyjord z Norweskiego Uniwersytetu Przyrodniczego. Siedziba organizacji znajdowała się do 1993 w Norwegii (dzielnica Vollebekk w Oslo), potem w Szwecji, a od 2004 w Rosji. W 2012 ostatecznie przeniesiono siedzibę do Uniwersytetu Rolniczego Qingdao w prowincji Szantung w Chinach. 
Prezydentem IAMFE jest profesor Shang Shuqi z Uniwersytetu Rolniczego Qingdao. IAMFE ma członków i kontakty w około 130 krajach oraz oddziały w dziesięciu z nich (2024). 
Celem działalności stowarzyszenia jest rozwijanie technologicznego współdziałania w zakresie mechanizacji różnego rodzaju doświadczeń i eksperymentów polowych, co przysparzać ma postępu w światowym rolnictwie i ogrodnictwie. Organizacja ma też informować agronomów, czy hodowców roślin o nowych maszynach, sprzęcie i technologiach zwiększających wydajność, czy dokładność prac. Współpracując z ministerstwami, organizacjami krajowymi i międzynarodowymi, uniwersytetami i instytutami naukowymi, IAMFE organizuje międzynarodowe i regionalne konferencje oraz wystawy na temat mechanizacji doświadczeń polowych. 